# Men of War (videogioco)
Men of War è un videogioco strategico in tempo reale ambientato nella Seconda guerra mondiale, uscito il 20 febbraio 2009, sviluppato dall'azienda ucraina Best Way, con la partecipazione addizionale della tedesca Digitalmindsoft. È il seguito di Faces of War.

## Trama
Le tre campagne disponibili nel gioco sono incentrate sulle storie di personaggi fittizi provenienti dalle principali fazioni della seconda guerra mondiale, concentrandosi in particolar modo sul fronte orientale e su quello nord-africano.
Combattendo tre campagne differenti, composte quasi tutte da cinque missioni l'una, Men of War offre una vista interessante su molte operazioni, come l'operazione "Merkur", l'operazione "Torch" e la caccia alle spie tedesche su territorio sovietico (spesso considerate "secondarie" in giochi di altre serie) e sulla condizione dei soldati al fronte.
Le tre campagne sono (in ordine):
- "Le Vie Della Gloria" (campagna sovietica). Questa campagna riporta le vicende di due compagni d'arme, Alexei Kutsnetsov e Victor Smirnov, che combatteranno valorosamente diverse battaglie dal 1940 al 1945, mostrando le molte unità dell'armata rossa: il giocatore si ritroverà infatti a dover distruggere carri armati con fucili anti-carro, compiere missioni notturne ad altissimo rischio con soldati d'elìte e assaltare posizioni tedesche in massa con i battaglioni di disciplina; il tutto offre un'esperienza coinvolgente, critica e tutt'altro che semplice.
- "Sabbia Infuocata" (campagna tedesca). Questa campagna porta il giocatore tra le sabbie del Nordafrica, con gli ufficiali Ghunter Borg e Max Lederer dell'afrika korps. Tra la conquista di Maléme, in Grecia, con i paracadutisti, ad una grande ultima difesa notturna contro l'esercito alleato, passando per la conquista della fortezza di Tobruk, la campagna offre principalmente uno scenario tattico, invitando il giocatore a riflettere freddamente, come un generale della Wehrmacht. faranno la loro comparsa i principali carri armati del 1942, come il panzer III, il panzer IV ed il Tiger I. Il giocatore dovrà coordinare bene varie azioni di più unità per conseguire la vittoria, ma solo essendo disposti a perdere le proprie truppe, il proprio piano avrà successo.
- "Caccia Alla Volpe" (campagna alleata). Restando in Nordafrica, con il Caporale Robinson ed il soldato Terry Palmer della U.S. Army ci vengono offerte delle scene dalla cinematografia degna di un film, come un'infiltrazione notturna in un arsenale nemico, l'uso di stratagemmi assurdi per intrufolarsi in un aeroporto e rocambolesche fughe in auto. Il giocatore si sentirà, per l'appunto, protagonista di un film d'azione, dove nessuno dei personaggi principali rischia davvero di morire, ma anche un mondo dove la reattività del giocatore è davvero importante. Molte volte, infatti, il giocatore dovrà agire velocemente e con studiata precisione, per salvare quanti più uomini possibile.
- è inoltre disponibile una serie di cinque Missioni Extra, non correlate tra loro, che portano il giocatore in aree geografiche più "note" della seconda guerra mondiale, come Francia e Germania.

## Modalità di gioco
Le campagne sono disponibili solo in modalità giocatore singolo, dunque il giocatore è invitato ad adottare da solo le tattiche meglio richieste dalla situazione, ma il gioco lascia comunque spazio all'inventiva. Per esempio, la campagna tedesca si concentra perlopiù sulla guerra corazzata, mentre la campagna alleata si basa sull'efficienza di una piccola squadra di pochi uomini. 
Nonostante ricordi sotto certi aspetti il suo predecessore, Men of War è ambientato anche in due nuove teatri operativi: nordafrica e Grecia. Le mappe sono sufficientemente dettagliate e plausibili per garantire un'esperienza coinvolgente, ma sono spesso troppo grandi o troppo piccole per le missioni a cui sono riservate. L'ambiente può essere modificato quasi totalmente dalle azioni del giocatore. Molti edifici possono essere distrutti, gli alberi abbattuti possono fornire protezione alla fanteria, i colpi di grosso calibro possono scavare crateri nel terreno. 

Immagine di gioco

Tra le novità ci sono molte nuove unità, una nazione bonus riservata al multiplayer, una gestione più fedele della balistica dei mezzi, un sonoro dei mezzi realistico, un'interfaccia modificabile nel singleplayer, due nuove modalità di gioco online ed è inoltre incluso l'editor ufficiale del gioco per creare le proprie mappe multiplayer e le proprie missioni.

## Online
L'online comprende varie modalità e con l'ultima patch, la 1.17.5, si può giocare con una nuova nazione: il Giappone.

## Requisiti di sistema
Requisiti minimi necessari per giocare:
- Windows 2000/XP
- Processore da 1.7 GHz
- 512 Mb di RAM
- Scheda video da 64 Mb di RAM
- DirectX 9.0b
- 4 Gb di HDD libero
- DVD-ROM

## Serie
La collana di Men of War si suddivide in:
- Men of War
- Men of War Red Tide
- Men of War Condemned Heroes
- Men of War Vietnam
- Men of War: Assault Squad
- Men of War: Assault Squad 2

## Curiosità
- il nome del Caporale Robinson non viene mai rivelato nel corso della campagna alleata.
- Ghunter Borg è l'unico protagonista che non compare mai ufficialmente come personaggio fisico nel gioco (nonostante molte scene lo suggeriscano attivamente, il soldato che dovrebbe interpretare il comandante non è identificato con il nome, come è solito per i personaggi principali, ma solo come "ufficiale")
- nella campagna tedesca, viene anche menzionata la comparsa sul campo di battaglia del generale Erwin Rommel.
- in ogni campagna, si può osservare come tutti i protagonisti aumentino di grado, eccezion fatta per il caporale Robinson e per Ghunter Borg.
- come in ogni altro gioco della serie, su ogni veicolo di ogni fazione comparirà un numero di serie a tre cifre (da 001 a 999).
- esistono più varianti degli stessi veicoli, con piccole differenze estetiche. possono anche comparire nella stessa missione.
- nonostante nella loro scheda descrittiva alcuni soldati compaiano come afro-americani o anziani, nel gioco i personaggi saranno sempre uguali tra loro.
- ogni campagna ha una missione di difesa su grande scala che consente al giocatore di schierare un grande numero di truppe.
- gli equipaggi dei blindati italiani nella campagna tedesca saranno comunque tedeschi.
- i serbatoi dei lanciafiamme e gli esplosivi lasciati a terra possono essere fatti detonare da una granata anti-uomo.
- le pistole utilizzano gli stessi proiettili dei mitragliatori, ed ogni arma dello stesso tipo può usare le stesse munizioni.
- i "combattenti della resistenza" sovietici indossano divise dell'armata rossa.